# Hydrillodes truncata
Hydrillodes truncata är en fjärilsart som beskrevs av Moore 1882. Hydrillodes truncata ingår i släktet Hydrillodes och familjen nattflyn. Inga underarter finns listade i Catalogue of Life.